# Zentralfriedhof
El Zentralfriedhof, el Cementiri central de Viena, inaugurat el 1874, és el més extens de la capital austríaca. Es troba a la zona sud de la ciutat, al carrer Simmeringer Hauptstraße, entre els números 230-244 i 1110, al barri de Simmering. L'església situada al centre del cementiri s'anomena la Karl-Borromäus-Kirche.

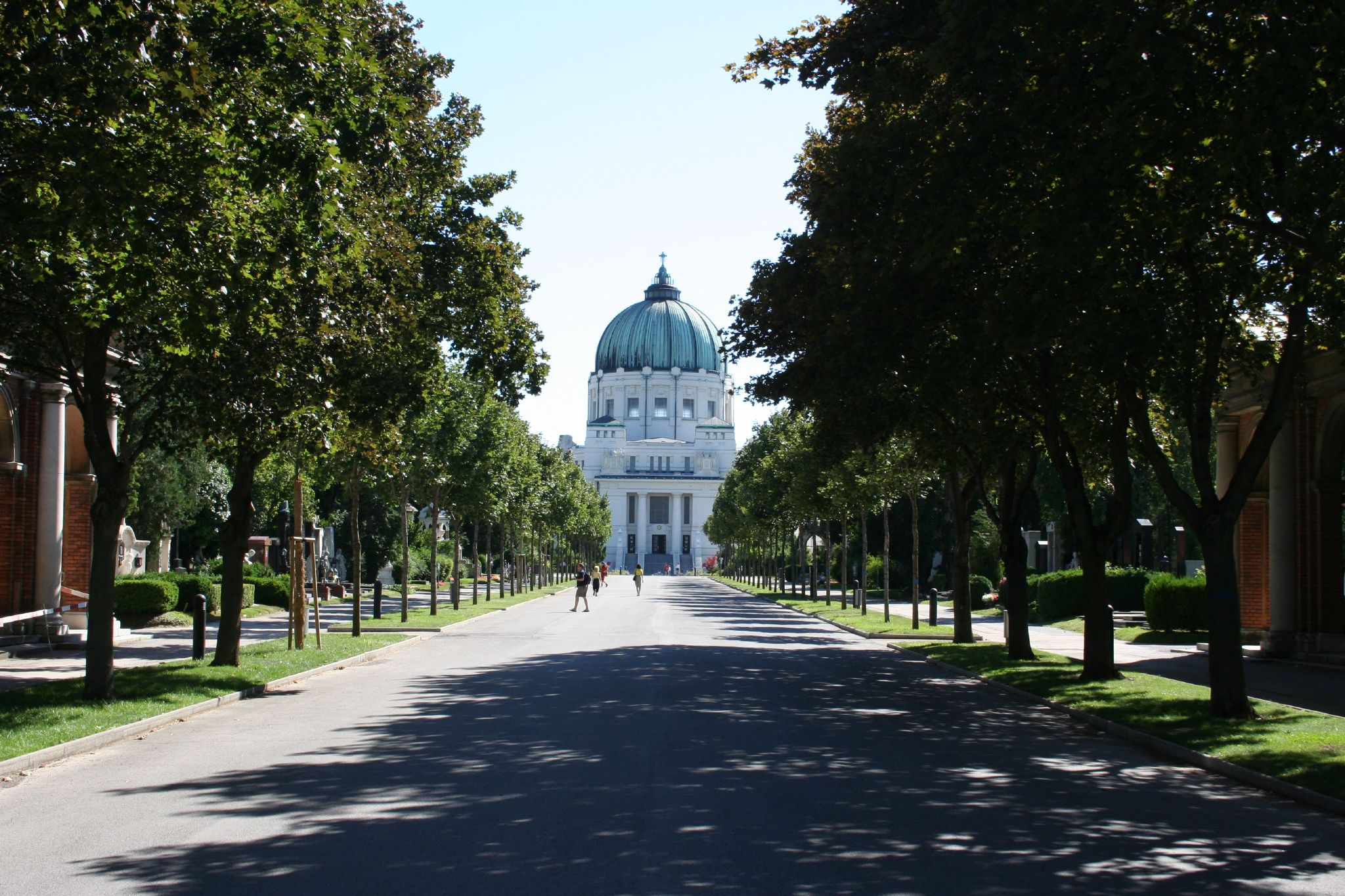
Zentralfriedhof, amb l'església de Carles Borromeo

El cementiri té una superfície d'uns 2,5 km², amb 3,3 milions de persones sebollides. És el segon més gran d'Europa després del Cementiri d'Ohlsdorf a Hamburg. Té un cert atractiu turístic pel nombre de personatges il·lustres, especialment músics, que hi son sepultats.
Els primers anys, el lloc no era gaire popular. Malgrat el nom, no era gens «central» i no tenia cap connexió amb el transport públic. Per canviar això, el consistori va decidir el 1981 de crear una avinguda d'honor amb sepulcres de persones famoses. El 22 de juny de 1888, les restes de Beethoven i de Schubert van ser traslladats a la secció dels músics, on també es troben les tombes de Salieri, Brahms, els dos Johann Strauss (pare i fill) Gluck, Wolf, Czerny, Schönberg, així com el monument a Mozart, com que la seva tomba al cementiri de Sant Marx no es va conservar i només hi havia un monument commemoratiu. El 1910 s'hi va afegir l'església de l'arquitecte Max Hegele (1873-1945).
Quan el cementiri es va estrenar hi va haver un gran conflicte entre l'ajuntament de la ciutat i la jerarquia de l'església catòlica. L'ajuntament volia un lloc interconfessional per a tots i no volia cap consagració per qualsevol religió. Aquesta opció va suscitar protestes vehements pels cercles ultraconservadors catòlics. Finalment es va trobar un compromís i es va autoritzar una benedicció discreta, fora del públic, tot i així, la major part del cementiri principal queda interconfessional. Per qui no vol pas sepultura al cementiri principal, s'han arranjat unes zones particular reservades a certes conviccions: budistes, protestants, islàmistes, jueus, ortodoxos i mormons. El lloc queda de gestió pública i cap autoritat religiosa no hi té autoritat. Només el cimentiri protestant i el nou cimentiri jueu tenen separacions clares i una entrada particular. Encara que el cementiri jueu més antic, creat el 1863, va ser destruït pels nazis durant la Kristallnacht, encara es conserven 60.000 tombes. El segon cementiri jueu es va construir el 1917 i encara s'utilitza.